# Матч с дровосеками
Матч с дровосеками (англ. Lumberjack match) — тип матча в рестлинге. 
Это стандартный матч с тем исключением, что ринг окружен группой рестлеров, не принимающих в нём непосредственного участия. Этих рестлеров, называются дровосеками, находятся там, чтобы не дать борцам, участвующим в матче, выйти за пределы ринга. Группы дровосеков обычно делятся на группы фейсов и хилов, которые занимают противоположные стороны вокруг ринга. Обычно дровосеки набрасываются на рестлеров, если те покидают ринг, и заставляют их вернуться на него. Случайные вмешательства со стороны «дровосеков» — обычное дело, как и драка с участием большинства дровосеков. В ранних матчах «дровосеки» даже носили стереотипную одежду дровосеков, чтобы соответствовать тематике, хотя сейчас это уже не практикуется. Обычно «дровосеки» состоят исключительно из рестлеров-хилов, чтобы увеличить шансы против соперника-фейса. Матч с канадскими дровосеками — это разновидность матча, в котором дровосеки оснащены кожаными ремнями. Матч дровосеков «Месть фанатов» в Total Nonstop Action Wrestling был версией матча с канадскими дровосеками, где фанаты, оснащенные ремнями, выступали в роли дровосеков и поощрялись хлестать рестлеров.
Женщин-рестлеров, выступающих в таком матче, иногда называют англ. lumberjills; матчи между женщинами-рестлерами называются англ. lumberjill match, что является обыгрыванием известного фольклорного стишка «Джек и Джилл».